# Élections législatives de 1877 dans la Somme
Les élections législatives françaises de 1877 se déroulent les 14 et 28 octobre 1877. Dans le département de la Somme, huit députés sont à élire dans le cadre de huit circonscriptions.

## Contexte

### Députés sortants
|   | Circonscription | Nom                                   |  | Parti              | Groupe              |
| - | --------------- | ------------------------------------- |  | ------------------ | ------------------- |
| 1 | 1re d'Abbeville | Henri Labitte                         |  | Libéral            | Centre gauche       |
| 2 | 2e d'Abbeville  | Gaston de Douville-Maillefeu          |  | Radical-socialiste | Extrême gauche      |
| 3 | 1re d'Amiens    | Jules Barni                           |  | Républicain        | Union républicaine  |
| 4 | 2e d'Amiens     | Charles Langlois de Septenville       |  | Bonapartiste       | Appel au peuple     |
| 5 | Doullens        | Marie Alexandre Raoul Blin de Bourdon |  | Légitimiste        | Droite monarchiste  |
| 6 | Montdidier      | Gustave-Louis Jametel                 |  | Libéral            | Centre gauche       |
| 7 | 1re de Péronne  | Charles Mollien                       |  | Républicain        | Gauche républicaine |
| 8 | 2e de Péronne   | Victor Magniez                        |  | Libéral            | Centre gauche       |

## Résultats au niveau départemental
| Parti    | Parti                                                   | Premier tour | Premier tour | Sièges |
| Parti    | Parti                                                   | Voix         | %            | Sièges |
| -------- | ------------------------------------------------------- | ------------ | ------------ | ------ |
|          | Conservateurs (Monarchistes - Légitimistes - Cléricaux) | 39 109       | 28,16        | 2      |
|          | Bonapartistes                                           | 28 813       | 20,75        | 1      |
|          | Gauche républicaine                                     | 22 686       | 16,34        | 1      |
|          | Union républicaine                                      | 22 604       | 16,27        | 2      |
|          | Conservateurs libéraux                                  | 17 642       | 12,70        | 2      |
|          | Radicaux-socialiste                                     | 8 019        | 5,77         | 0      |
|          |                                                         |              |              |        |
| Exprimés | Exprimés                                                | 138 870      |              | 8      |

## Résultats par arrondissement

### Arrondissement d'Abbeville

#### 1recirconscription
Député sortant : Henri Labitte (Libéral)
| Candidat | Candidat        | Parti     | Premier tour | Premier tour |
| Candidat | Candidat        | Parti     | Voix         | %            |
| -------- | --------------- | --------- | ------------ | ------------ |
|          | Henri Labitte * | Libéral   | 9 554        | 57,98        |
|          | M. Cornuau      | Royaliste | 6 923        | 42,02        |
|          |                 |           |              |              |
| Exprimés | Exprimés        | Exprimés  | 16 477       |              |

Député élu : Henri Labitte (Libéral)

#### 2ecirconscription
Député sortant : Gaston de Douville-Maillefeu (Radical-socialiste)
| Candidat | Candidat                       | Parti              | Premier tour | Premier tour |
| Candidat | Candidat                       | Parti              | Voix         | %            |
| -------- | ------------------------------ | ------------------ | ------------ | ------------ |
|          | Louis Briet de Rainvilliers    | Royaliste          | 8 676        | 51,97        |
|          | Gaston de Douville-Maillefeu * | Radical-socialiste | 8 019        | 48,03        |
|          |                                |                    |              |              |
| Exprimés | Exprimés                       | Exprimés           | 16 695       |              |

Député élu : Louis Briet de Rainvilliers (Royaliste)

### Arrondissement d'Amiens

#### 1recirconscription
Député sortant : Jules Barni (Union républicaine)
| Candidat | Candidat       | Parti       | Premier tour | Premier tour |
| Candidat | Candidat       | Parti       | Voix         | %            |
| -------- | -------------- | ----------- | ------------ | ------------ |
|          | René Goblet    | Républicain | 13 279       | 59,71        |
|          | M. de Favernay | Monarchiste | 8 961        | 40,29        |
|          |                |             |              |              |
| Exprimés | Exprimés       | Exprimés    | 22 240       |              |

Député élu : René Goblet (Union républicaine)

#### 2ecirconscription
Député sortant : Charles Langlois de Septenville (Bonapartiste)
| Candidat | Candidat                          | Parti        | Premier tour | Premier tour |
| Candidat | Candidat                          | Parti        | Voix         | %            |
| -------- | --------------------------------- | ------------ | ------------ | ------------ |
|          | Charles Langlois de Septenville * | Bonapartiste | 14 665       | 57,23        |
|          | Ernest Dieu                       | Républicain  | 10 959       | 42,77        |
|          |                                   |              |              |              |
| Exprimés | Exprimés                          | Exprimés     | 25 624       |              |

Député élu : Charles Langlois de Septenville (Bonapartiste)

### Arrondissement de Doullens
Député sortant : Marie Alexandre Raoul Blin de Bourdon (Légitimiste)
| Candidat | Candidat                                | Parti       | Premier tour | Premier tour |
| Candidat | Candidat                                | Parti       | Voix         | %            |
| -------- | --------------------------------------- | ----------- | ------------ | ------------ |
|          | Marie Alexandre Raoul Blin de Bourdon * | Monarchiste | 9 085        | 63,97        |
|          | Ernest Legrand                          | Républicain | 5 118        | 36,03        |
|          |                                         |             |              |              |
| Exprimés | Exprimés                                | Exprimés    | 14 203       |              |

Député élu : Marie Alexandre Raoul Blin de Bourdon (Légitimiste)

### Arrondissement de Montdidier
Député sortant : Gustave-Louis Jametel (Union républicaine)
| Candidat | Candidat                    | Parti        | Premier tour | Premier tour |
| Candidat | Candidat                    | Parti        | Voix         | %            |
| -------- | --------------------------- | ------------ | ------------ | ------------ |
|          | Gustave-Louis Jametel *     | Libéral      | 9 322        | 54,09        |
|          | Auguste-Antoine de Fourment | Bonapartiste | 7 913        | 45,91        |
|          |                             |              |              |              |
| Exprimés | Exprimés                    | Exprimés     | 17 235       |              |

Député élu : Gustave-Louis Jametel (Libéral)

### Arrondissement de Péronne

#### 1recirconscription
Député sortant : Charles Mollien (Gauche républicaine)
| Candidat | Candidat          | Parti        | Premier tour | Premier tour |
| Candidat | Candidat          | Parti        | Voix         | %            |
| -------- | ----------------- | ------------ | ------------ | ------------ |
|          | Charles Mollien * | Républicain  | 6 609        | 54,74        |
|          | M. Vasset         | Conservateur | 5 464        | 45,26        |
|          |                   |              |              |              |
| Exprimés | Exprimés          | Exprimés     | 12 073       |              |

Député élu : Charles Mollien (Gauche républicaine)

#### 2ecirconscription
Député sortant : Victor Magniez (Libéral)
| Candidat | Candidat         | Parti        | Premier tour | Premier tour |
| Candidat | Candidat         | Parti        | Voix         | %            |
| -------- | ---------------- | ------------ | ------------ | ------------ |
|          | Victor Magniez * | Libéral      | 8 088        | 56,47        |
|          | M. Jolibois      | Bonapartiste | 6 235        | 43,53        |
|          |                  |              |              |              |
| Exprimés | Exprimés         | Exprimés     | 14 323       |              |

Député élu : Victor Magniez (Libéral)

### Élus
|   | Circonscription | Nom                                   |  | Parti        | Groupe              |
| - | --------------- | ------------------------------------- |  | ------------ | ------------------- |
| 1 | 1re d'Abbeville | Henri Labitte                         |  | Libéral      | Centre gauche       |
| 2 | 2e d'Abbeville  | Louis Briet de Rainvilliers           |  | Légitimiste  | Droite monarchiste  |
| 3 | 1re d'Amiens    | René Goblet                           |  | Républicain  | Union républicaine  |
| 4 | 2e d'Amiens     | Charles Langlois de Septenville       |  | Bonapartiste | Appel au peuple     |
| 5 | Doullens        | Marie Alexandre Raoul Blin de Bourdon |  | Légitimiste  | Droite monarchiste  |
| 6 | Montdidier      | Gustave-Louis Jametel                 |  | Libéral      | Centre gauche       |
| 7 | 1re de Péronne  | Charles Mollien                       |  | Républicain  | Gauche républicaine |
| 8 | 2e de Péronne   | Victor Magniez                        |  | Libéral      | Centre gauche       |